# Associação dos Desenhistas de São Paulo
Associação dos Desenhistas de São Paulo (ADESP) foi um sindicato criado em 1961 que tinha como objetivo a nacionalização do mercado de histórias em quadrinhos no Brasil.

## Criação
Em 1951, os autores Jayme Cortez, Miguel Penteado, Reinaldo de Oliveira, Silas Roberg e Álvaro de Moya montaram a Primeira Exposição Didática Internacional de Histórias em Quadrinhos em São Paulo. A exposição tinha o propósito de mostrar que histórias em quadrinhos eram uma forma de arte legítima. A exposição foi negada pelos curadores do Museu de Arte de São Paulo, mas aconteceu no Centro Israelita. O evento recebeu boa exposição por parte da imprensa, o que motivou a criação de diversas entidades, incluindo a ADESP em 1961.
Seu presidente foi Mauricio de Sousa, tendo como principal pauta a nacionalização das histórias em quadrinhos. Entre seus membros, estavam Júlio Shimamoto, Ely Barbosa e Gedeone Malagola.

## Ações
Logo de início, a ADESP cobrava uma taxa de pessoas que gostariam de ser membros regulares. Ela organizou reuniões regulares e lançava comunicatos de imprensa para jornais e programas de televisão com suas propostas.
Durante sua presidência, Mauricio de Sousa fez diversas intervenções contra a importação de quadrinhos dos Estados Unidos, tornando-se assim uma figura midiática. Uma de suas propostas foi um estudo das importações para a criação de uma cota de 30% do mercado para produções nacionais. A ADESP enviou um projeto de lei para o Presidente Getúlio Vargas. Durante a presidência de Jânio Quadros, Mauricio e Zé Geraldo lançaram a Operação Gibi, para pressionar o Governo a criar uma cota de 60% do mercado para produções nacionais, proposta baseada nas políticas da Argentina.
Zé Geraldo envolveu-se com a Campanha da Legalidade, onde conheceu Leonel Brizola. Eles decidiram então criar uma editora alinhada às demandas feitas pelos artistas, a Cooperativa Editora e de Trabalho de Porto Alegre (CETPA). Além de ser uma editora, a CETPA também atuava como syndicate, fazendo a distribuição de tiras em jornais. Ele convidou membros de diversas entidades da época, incluindo a ADESP, para se juntarem à CETPA. Mauricio negou o convite, afirmando que Zé Geraldo queria que seus personagens se alinhassem com as causas de esquerda. Ele teria recebido ameaças após sua resposta. Já Zé Geraldo afirmou que Mauricio simplesmente nunca apareceu no Rio Grande do Sul.
Mauricio de Sousa também atuaria com um syndicate, usando sua empresa, a Bidulândia Serviços de Imprensa, que distribuia suas próprias tiras e outros autores, usando sua experiência em pesquisas sobre a história gaúcha, Julio Shimamoto criou a tira O Gaúcho, a pedido de Maurício.